# IC 1794
IC 1794 ist eine linsenförmige Galaxie vom Hubble-Typ S0/a im Sternbild Widder auf der Ekliptik. Sie ist rund 182 Millionen Lichtjahre von der Milchstraße entfernt und hat einen Durchmesser von etwa 50.000 Lichtjahren.
Im selben Himmelsareal befindet sich u. a. die Galaxie NGC 882.
Das Objekt wurde am 21. November 1903 vom französischen Astronomen Stéphane Javelle entdeckt.